# Graduate Management Admission Test
De Graduate Management Admission Test (afkorting: GMAT), is een gestandaardiseerde test die elementaire verbale, wiskundige en analytische vaardigheden meet. De meeste bedrijfskundige opleidingen hanteren de test als een van de toelatingscritia voor hun Master of Business Administration-programma. De test wordt gezien als een goede voorspeller voor toekomstige academische prestaties.
De GMAT is het bedrijfskundige equivalent voor wat de LSAT, MCAT en GRE testen zijn voor respectievelijk rechten, geneeskunde en overige opleidingen.

## GMAT-examen
Het GMAT-examen bestaat uit drie delen, een analytische schrijfopdracht, een kwantitatief deel en een taaldeel. De GMAT test duurt 3,5 uur, met naar keus een pauze van vijf minuten na de eerste twee delen. De examens maken gebruik van de computer adaptive testing-techniek, waardoor sterke kandidaten moeilijkere vraagstukken gepresenteerd krijgen dan zwakke kandidaten. Behalve de schrijfopdracht bestaat de test uit meerkeuzevragen. Het examen wordt in het Engels afgenomen.

### Analytische schrijfopdracht
Gedurende de eerste 60 minuten van de test moet de kandidaat twee schrijfopdrachten vervullen. De eerste schrijfopdracht is een analyse van een gegeven argument, in de tweede schrijfopdracht moet de kandidaat zelf een stelling nemen. Deze schrijfopdracht wordt twee keer onafhankelijk gewaardeerd. De eerste score gebeurt door een computer en vervolgens door een mens. Wanneer de score meer dan 1 punt (op een schaal van 0 tot 6) met die van de computerscore verschilt wordt de opdracht nog eens door een tweede menselijke corrector beoordeeld.

### Kwantitatieve deel
Gedurende het kwantitatieve deel van de test, dat 75 minuten en 37 vragen beslaat, moet de kandidaat kwantitatieve problemen oplossen. Deze vragen komen in twee vormen: allereerst zijn er vragen waarbij verschillende rekenkundige, algebraïsche en geometrische problemen opgelost moeten worden. Daarnaast zijn er vragen waarbij de kandidaat slechts moet aangeven of er voldoende informatie beschikbaar is om het probleem op te lossen, zonder dat het daadwerkelijke antwoord gegeven moet worden.

### Taaldeel
Het derde deel van de test betreft taalkundige vraagstukken. Ook dit deel wordt ongeacht de moedertaal van de kandidaat in het Engels afgenomen. De test beslaat 75 minuten en 41 vragen. Onderdelen zijn 'zincorrectie', 'kritisch redeneren' en 'begrijpend lezen'.

## Score
De analytische schrijfopdracht kent een score tussen de 0 en 6 punten en is het gemiddelde van de score van de twee beoordelaars. Het kwantitatieve deel en taal deel leveren een score op tussen de 200 en 800 punten. De test is genormeerd om een normaal verdeelde score op te leveren en wordt hiertoe periodiek herijkt. De standaarddeviatie van de toets bedraagt circa 100 punten.

## Gebruik
Wereldwijd maken circa 1300 instellingen gebruik van de GMAT-score bij hun toelatingsbeslissing. Vooral in de Verenigde Staten is het gebruik van de GMAT score wijd verspreid, maar vanwege de grote invloed van het Amerikaanse onderwijsmodel op MBA-opleidingen, is de test in toenemende mate ook buiten de Verenigde Staten in gebruik. Veel universiteiten publiceren de gemiddelde GMAT-score van alle kandidaten om toekomstige studenten een indicatie te geven van welke GMAT-score verwacht wordt.